# Aeroportul Kahului
Aeroportul Kahului (IATA: OGG, ICAO: PHOG, FAA LID: OGG) este un aeroport din Kahului⁠(d), Comitatul Maui, Hawaii, Hawaii, Statele Unite ale Americii ce deservește zona Kahului⁠(d). Aeroportul a fost tranzitat în 2023 de 7.736.001 pasageri. A fost deschis în 1948 și numit după zona deservită.
Situat la o altitudine de 16 m, aeroportul dispune de 2 piste. Este operat de Hawaii Department of Transportation⁠(d).

## Infrastructură

### Piste
Aeroportul dispune de 2 piste. Pista 02/20 are suprafața de asfalt și dimensiunile 6.995 picioare × 150 picioare. Pista 05/23 are suprafața de asfalt și dimensiunile 4.990 picioare × 150 picioare. 